# Sumasšedšaja pomošč'
Sumasšedšaja pomošč' (Сумасшедшая помощь) è un film del 2009 diretto da Boris Chlebnikov.

## Trama
Il ragazzo del villaggio Eugene va a Mosca per guadagnare soldi e improvvisamente perde soldi e documenti. Un uomo nobile decide di proteggerlo. Insieme notano che tutto il male nella zona proviene dall'ufficiale di polizia distrettuale.